# Encontro Científico dos Estudantes de Medicina
O Encontro Científico dos Estudantes de Medicina - ECEM - é o evento de âmbito nacional, de máximo caráter deliberativo, organizado anualmente pela DENEM (Direção Executiva Nacional dos Estudantes de Medicina do Brasil), sendo a instância deliberativa máxima dessa entidade. Ele costuma acontecer nos meses de julho. Além do eixo político, há também na programação eventos culturais e científicos.
O nome Encontro Científico, que é diferente da maioria dos outros encontros nacionais, foi criado para burlar a repressão da ditadura militar.